# Судоми (фільм)
«Судоми» (англ. Shivers) — канадський фільм жахів 1975 року.

## Сюжет
На території великого житлового комплексу, що розташований на острові, божевільний вчений проводить експеримент. Він поміщає всередину тіла молодої пацієнтки паразитів, після чого вона поширює їх серед інших мешканців. Паразити контролюють свою жертву, підпорядковують розум і активують первісні інстинкти. Після цього серед мешканців комплексу починають відбуватися випадки жорстоких зґвалтувань і вбивств.

## У ролях
| Актор           | Роль              |
| --------------- | ----------------- |
| Пол Гемптон     | Роджер Сен-Люк    |
| Джо Сілвер      | Ролло Лінські     |
| Лінн Лаурі      | медсестра Форсайт |
| Аллан Колмен    | Ніколас Тудор     |
| Сьюзен Петрі    | Джанін Тудор      |
| Барбара Стіл    | Беттс             |
| Рональд Млодзік | Меррік            |
| Беррі Балдаро   | детектив Геллер   |
| Каміл Дюшарм    | містер Гулболт    |
| Ганка Поснанска | місіс Гулболт     |